# Hose Bonifacio de Andrada e Silva
Hose Bonifacio de Andrada e Silva (13. jun 1763 – 6. april 1838) bio je brazilski državnik, prirodnjak, mineralog, profesor i pesnik, rođe u Santosu, San Paulo, u to vreme delu Portugalskog carstva. 
On je bio jedan od najvažnijih pobornika brazilske nezavisnosti, a njegovi postupci bili su odlučujući za uspeh cara Pedra I. Podržavao je javno obrazovanje, bio je abolicionista i predložio je da se u nerazvijenoj unutrašnjosti Brazila stvori nova nacionalna prestonica (koja je nastala više od jednog veka kasnije kao Brazilija). Njegovu karijeru prirodnjaka obeležilo je otkriće četiri nova minerala.

## Život
Godine 1800, Bonifacio je postavljen za profesora geologije u Koimbri, a ubrzo potom i za generalnog inspektora portugalskih rudnika; a 1812. postavljen je za doživotnog sekretara Lisabonske akademije nauka. Vrativši se u Brazil 1819. godine, podstakao je princa regenta Pedra da se odupre opozivu Lisabonskog suda i imenovan je za jednog od njegovih ministara 1821. Kada je proglašena nezavisnost Brazila, Bonifacio je postao ministar unutrašnjih i spoljnih poslova; a kada je ustanovljena država ponovo ga je izabrala Ustavotvorna skupština. On je takođe bio autor projekta abolicije u Brazilu, koji je predstavljen Ustavotvornoj skupštini 1823. Ali njegovi demokratski principi su rezultirali njegovim razrešenjem sa funkcije u julu 1823.

## Literatura
- BARRETO, Vicente. Ideology and politics in the thought of José Bonifácio de Andrada e Silva. Rio de Janeiro: Zahar, 1977.
- Mansfield, J (јун 2012). „The geology of Utö”. Dianium Science.
- Special issue of the bulletin of the Library of the Chamber of Deputies of Brazil. Bibliography regarding José Bonifácio. Brasilia, 1963.
- CALDEIRA, Jorge (org.). José Bonifácio de Andrada e Silva. (Col. Formadores do Brasil). São Paulo: Ed. 34. 2002.
- CAVALCANTE, Berenice. José Bonifácio: reason and sensibility, a history in three times. Rio de Janeiro: FGV, 2001.
- COELHO, José Maria Latino. Elogio Histórico de José Bonifácio. Rio de Janeiro: Edições Livros de Portugal, 1942.
- COSTA, Pedro Pereira da Silva. José Bonifácio. (Col. A vida dos grandes brasileiros, vol. 2). São Paulo: Editora Três, 1974.
- CRUZ, Guilherme Braga da. Coimbra and José Bonifácio de Andrada e Silva. Lisboa. Sep. "Memories of the Academy of Sciences of Lisbon – Class of Letters", 20, 1979.
- DOLNIKOFF, Miriam (org.). Projects for Brazil, José Bonifácio de Andrada e Silva. São Paulo: Cia. das Letras, 1998.
- DRUMOND, A. M. V. Annotations to a biography in vol. XIII dos Anais da Biblioteca Nacional.
- FALCÃO, Edgar Cerqueira de (org.). Scientific, political and social works of José Bonifácio de Andrada e Silva. Monumental edition celebrating the bicentennial anniversary of his birth (1963). Brasília: Câmara dos Deputados, 2006.
- GRAHAM, Maria. Journal of a voyage to Brazil and residence there during part of the years 1821, 1822, 1823. Belo Horizonte, Itatiaia; Publishing department of the University of São Paulo, 1990.
- MONTEIRO, Tobias. History of the Brazilian Empire. Rio de Janeiro: F. Briguiet & Cia. Editora, 1927, 1938.
- ROCHA POMBO, José Francisco da. History of Brazil. Edited by Helio Vianna. São Paulo: Edições Melhoramentos, 1963.
- SENADO FEDERAL. Political works of José Bonifácio. Brasília, 1972.
- SILVA, Ana Rosa Cloclet da. Building of the nation and slavery in the thought of Jose Bonifacio: 1783 – 1823. Campinas: Editora da Unicamp, 1999.
- SOUSA, Octávio Tarquínio de. História dos fundadores do Império do Brasil. (Vol. 1.) Rio de Janeiro: Livraria José Olympio Editora, 2ª edição, revista.
- SOUSA, Octávio Tarquínio de. José Bonifácio. Belo Horizonte: Editora Itatiaia, 1988.
- SOUSA, Alberto. The Andradas (3 vols.). São Paulo: Typographia Piratininga, 1922.
- VARELA, Alex Gonçalves. I swear by my honor as a good vassal and good Portuguese man. An analisis of the scientific annotations of José Bonifácio de Andrada e Silva (1780–1819). São Paulo: Annablume, 2006.